# Episodi di That '70s Show (quinta stagione)
La quinta stagione della serie televisiva That '70s Show è andata in onda negli Stati Uniti sul canale Fox dal 17 settembre 2002 al 14 maggio 2003, mentre in Italia è stata trasmessa da Jimmy dal 2 febbraio al 5 marzo 2004.
I titoli delle puntate di questa stagione sono presi da alcune canzoni dei Led Zeppelin.
| nº | Titolo originale                 | Titolo alternativo            | Titolo italiano | Prima TV USA      | Prima TV Italia  |
| -- | -------------------------------- | ----------------------------- | --------------- | ----------------- | ---------------- |
|    | That '70s KISS Show              |                               |                 | 30 agosto 2002    |                  |
| 1  | Going To California              |                               |                 | 17 settembre 2002 | 2 febbraio 2004  |
| 2  | I Can't Quit You Babe            | Jackie And Hyde Get Busted    |                 | 24 settembre 2002 | 3 febbraio 2004  |
| 3  | What Is And What Should Never Be | Kitty's Pregnant              |                 | 29 ottobre 2002   | 4 febbraio 2004  |
| 4  | Heartbreaker                     | Kitty's Parents Come To Visit |                 | 29 ottobre 2002   | 5 febbraio 2004  |
| 5  | Ramble On                        | Promise Ring Redux            |                 | 12 novembre 2002  | 6 febbraio 2004  |
| 6  | Over The Hills And Far Away      |                               |                 | 19 novembre 2002  | 9 febbraio 2004  |
| 7  | Hot Dog                          | The Gifts                     |                 | 26 novembre 2002  | 10 febbraio 2004 |
| 8  | Thank You                        |                               |                 | 3 dicembre 2002   | 11 febbraio 2004 |
| 9  | Black Dog                        | Ow, My Eye                    |                 | 10 dicembre 2002  | 12 febbraio 2004 |
| 10 | The Crunge                       | The S.A.T.s                   |                 | 17 dicembre 2002  | 13 febbraio 2004 |
| 11 | The Girl I Love                  |                               |                 | 7 gennaio 2003    | 16 febbraio 2004 |
| 12 | Misty Mountain Hop               | Jackie's Cabin                |                 | 22 gennaio 2003   | 17 febbraio 2004 |
| 13 | Your Time Is Gonna Come          | Get Off My Boyfriend          |                 | 29 gennaio 2003   | 18 febbraio 2004 |
| 14 | Babe I'm Gonna Leave You         | Valentine's Day               |                 | 5 febbraio 2003   | 19 febbraio 2004 |
| 15 | When The Levee Brakes            | Eric And Donna Play House     |                 | 12 febbraio 2003  | 20 febbraio 2004 |
| 16 | Whole Lotta Love                 | The Silent Treatment          |                 | 19 febbraio 2003  | 23 febbraio 2004 |
| 17 | The Battle Of Evermore           | Pioneer Days                  |                 | 26 febbraio 2003  | 24 febbraio 2004 |
| 18 | Hey, Hey What Can I Do?          | Job Fair                      |                 | 12 marzo 2003     | 25 febbraio 2004 |
| 19 | Bring It On Home                 | Jackie's In The House         |                 | 26 marzo 2003     | 26 febbraio 2004 |
| 20 | No Quarter                       | Jackie Moves In               |                 | 2 aprile 2003     | 27 febbraio 2004 |
| 21 | Trampled Under Foot              | Fez Gets Dumped               |                 | 9 aprile 2003     | 1º marzo 2004    |
| 22 | You Shook Me                     | Nurses Are Coming             |                 | 16 aprile 2003    | 2 marzo 2004     |
| 23 | Nobody's Fault But Mine          | Hyde Loves Jackie             |                 | 23 aprile 2003    | 3 marzo 2004     |
| 24 | The Immigrant Song               | Fez Gets Busted               |                 | 7 maggio 2003     | 4 marzo 2004     |
| 25 | Celebration Day                  | Graduation                    |                 | 14 maggio 2003    | 5 marzo 2004     |